# カーステン・サバシア3世
カーステン・チャールズ・サバシア3世（Carsten Charles Sabathia III, 2003年9月15日 - ）は、アメリカ合衆国カリフォルニア州ウェストレイクビレッジ出身の野球選手（内野手）。右投右打。
元プロ野球選手であるCC・サバシアの息子。